# Pistola GMC
La GMC era una pistola semiautomática producida por la firma Garb, Monetti y Cía de la ciudad de Mar del Plata, en una fábrica situada en calle Almafuerte, 3047, y en un período que abarca desde finales de la década de 1960 hasta inicios de la década de 1970. Su diseño está basado en la pistola Pantax, fabricada décadas atrás. Se supone que esta última deriva de la austríaca Frommer Stop, fabricada en la década de 1910.

## Especificaciones
Era de regular calidad y funcionamiento inseguro, de acción simple, con cuerpo de aluminio y un cañón de acero embutido en el mismo. Venía pintada de negro y algunas de color verde, cañón y cerrojo pavonados, con cachas de plástico y cargadores del mismo color, salvo algunos modelos de lujo que se hicieron con acabado plateado o dorado (cuerpo niquelado con cerrojo y cañón cromados), cargadores plateados (cromados) con base de plástico gris y cachas de plástico blanco. Básicamente existían dos modelos, el "Super 67" de cañón corto y el "SS" con cañón más largo. 
El primero medía 150 mm de largo, con un cañón de 78 mm y un peso de 430 g. El modelo SS medía 175 mm, con cañón de 95 mm y un peso de 450 g. Salvo estas diferencias, ambos modelos eran idénticos, tenían una altura de 118 mm y un cargador de 8 balas. 
En la actualidad esta pistola es obsoleta y fácil de encontrar en Argentina, en buen estado de conservación puede ser muy confiable para tiro recreativo, utilizando munición de baja velocidad o estándar. No se recomienda para portación ni defensa, ya que no posee seguros y la corredera no se queda abierta tras agotar el cargador. El abuso de munición de alta velocidad en una GMC puede debilitar el acero del cañón hasta fisurarlo.
En foros de armas es común ver anécdotas de gente que tiene en su poder pistolas GMC de calibre 6,35 mm (.25), modelo más compacto que su hermana mayor (.22 LR) y muy escasa de encontrar.